# 瓜叶秋海棠
瓜叶秋海棠（学名：[Begonia cucurbitifolia] 错误：{{Lang}}：文本有斜体标记（帮助））为秋海棠科秋海棠属的植物，为中国的特有植物。分布于中国大陆的云南等地，生长于海拔430米的地区，多生长于密林下岩石上、石灰岩山地以及山谷密林下阴处，目前已由人工引种栽培。